# Mataafa Josefo

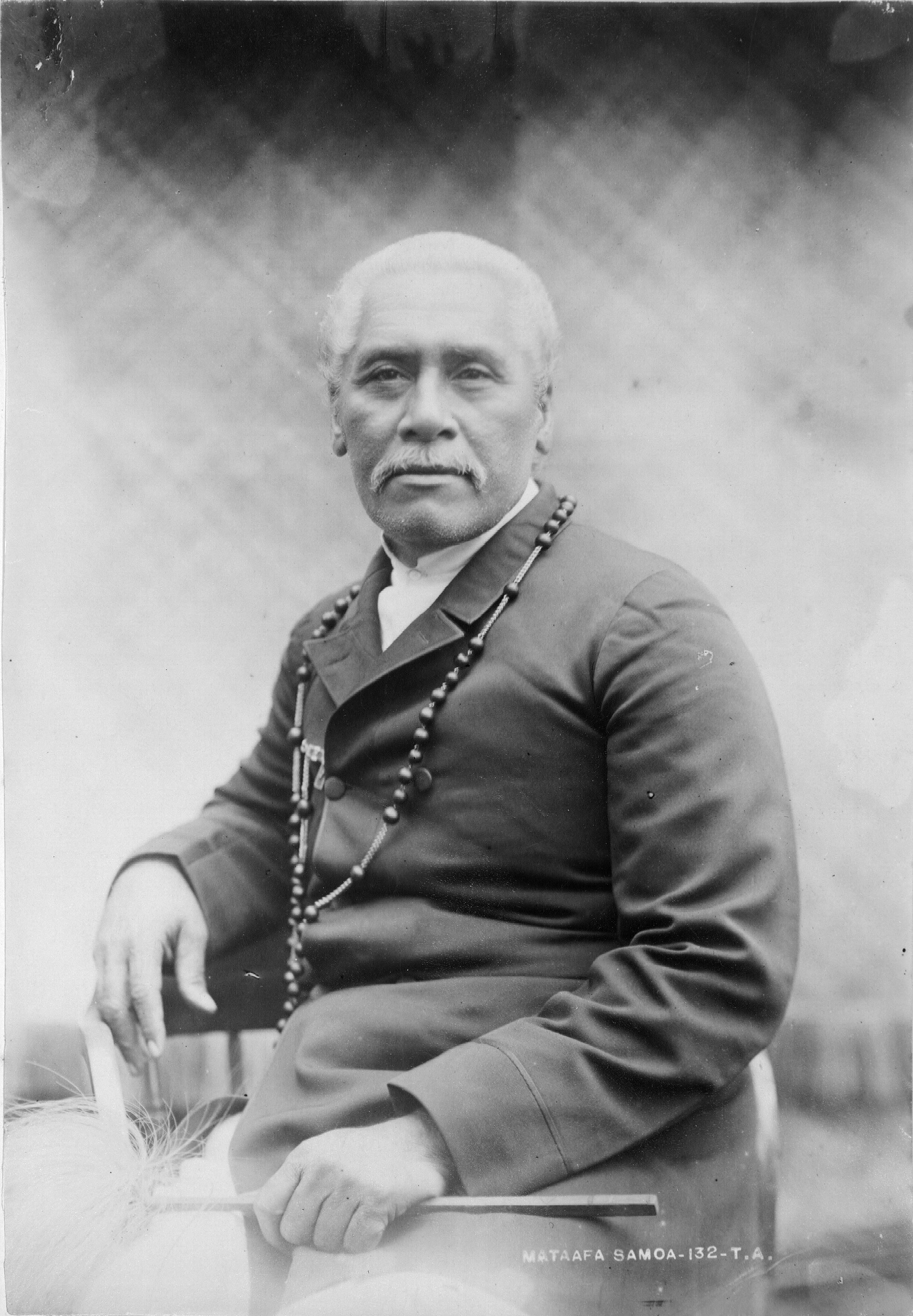
Mataafa Josefo, 1902

Mataafa Josefo (rechts) mit Otto Tetens, 1902

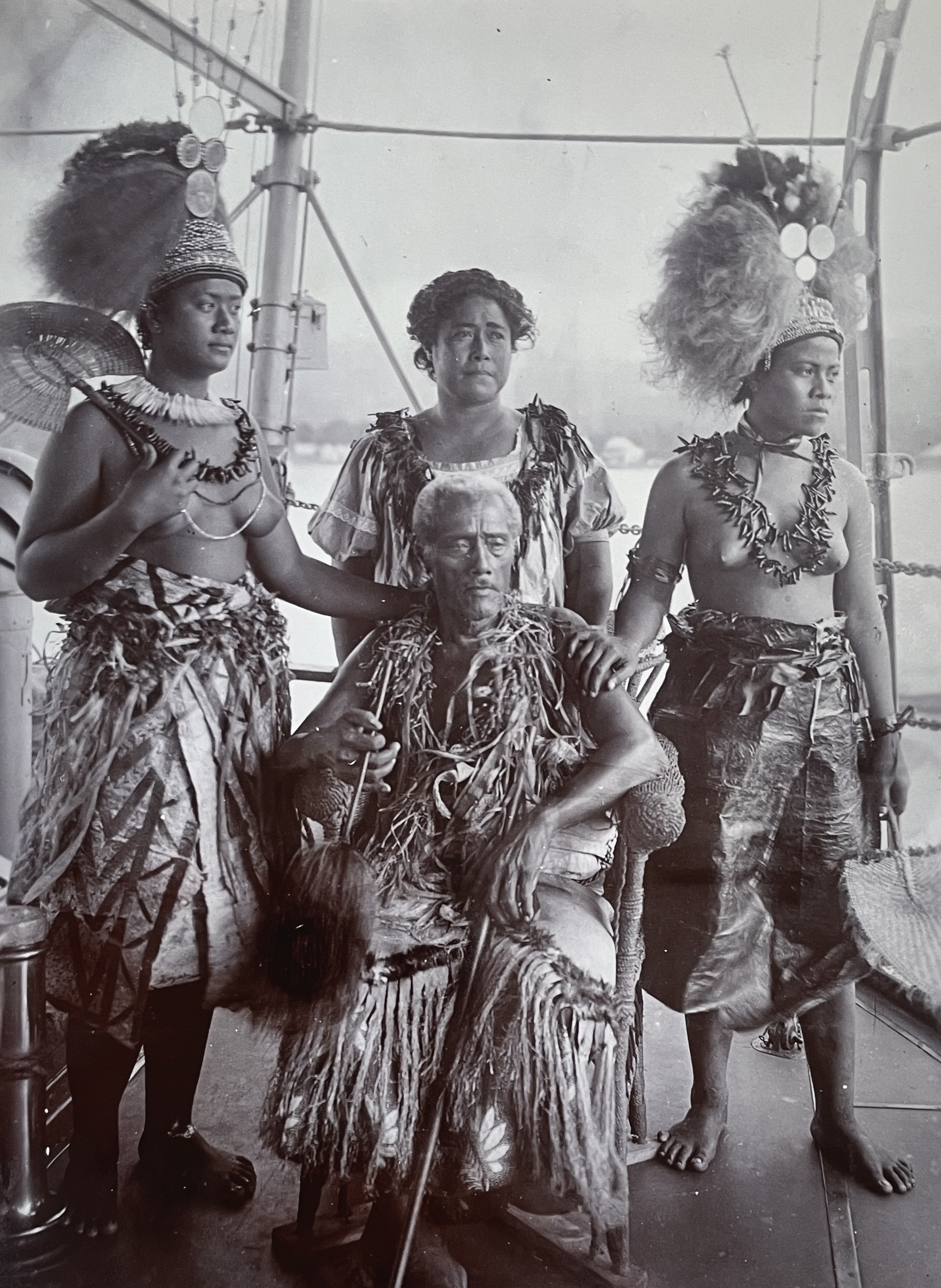
Mataafa Josefo von Samoa in traditioneller Tracht (mit seinen Töchtern, Aufnahme von 1910)

Mataafa Josefo („Ali'i Sili“ (Hoher Herr); * 1832 auf Savaiʻi; † 6. Februar 1912 in Apia) war Oberhäuptling und Stammesführer in Samoa zur deutschen Kolonialzeit. Er war wichtigster Politiker der samoanischen Selbstverwaltung, wie sie Gouverneur Wilhelm Solf begründet hatte.

## Leben
Mataafa Josefo wurde 1832 auf der samoanischen Insel Savai'i als Mitglied einer lokalen Häuptlingsfamilie geboren. 1881 starb König Talavou, dessen Nachfolger König Laupepa stark durch die ins Land gekommenen Engländer und Amerikaner beeinflusst wurde. Daher setzten die Deutschen, die seit 1879 versucht hatten, Samoa zum Deutschen Schutzgebiet zu erklären, auf den Erzrivalen von Laupepa, Tamasese. Während einer deutschen Kaiser-Geburtstagsfeier kam es zu einem Gedränge zwischen Deutschen und Samoanern, woraufhin die Deutschen die Entmachtung Laupepas forderten. Dieser fiel in die Hände der Deutschen und wurde ins Exil nach Kamerun geschickt.
Die englischen und amerikanischen Vertreter auf Samoa betrachteten dies als diplomatische Niederlage und riefen 1887 Häuptling Mataafa von der Nebeninsel Savai'i zum Gegenkönig aus. Mataafa zog auf anglo-amerikanische Anweisung hin gegen die deutschen Siedler in den Kampf und schlug am 18. Dezember 1888 auf der Plantage Vailele bei Apia eine kaiserliche Marineeinheit. Vier Wochen später wurde von Mataafas Truppen das deutsche Konsulat in Apia in Brand gesetzt. Dr. Knappe, der Konsul, erklärte daraufhin sowohl Mataafa, als auch Amerika und England den Krieg, was Bismarck dazu veranlasste, einzuschreiten, den Konsul zurückzurufen und die Situation so zu entschärfen. 1889 wurde durch die „Samoa-Akte“ König Laupepa aus dem Exil zurückberufen und Samoa zum neutralen Gebiet erklärt.
1893 kam es wieder zu Konflikten. Diesmal unterlag Mataafa jedoch der deutsch-britischen Allianz und wurde ebenso wie Laupepa ins Exil geschickt.

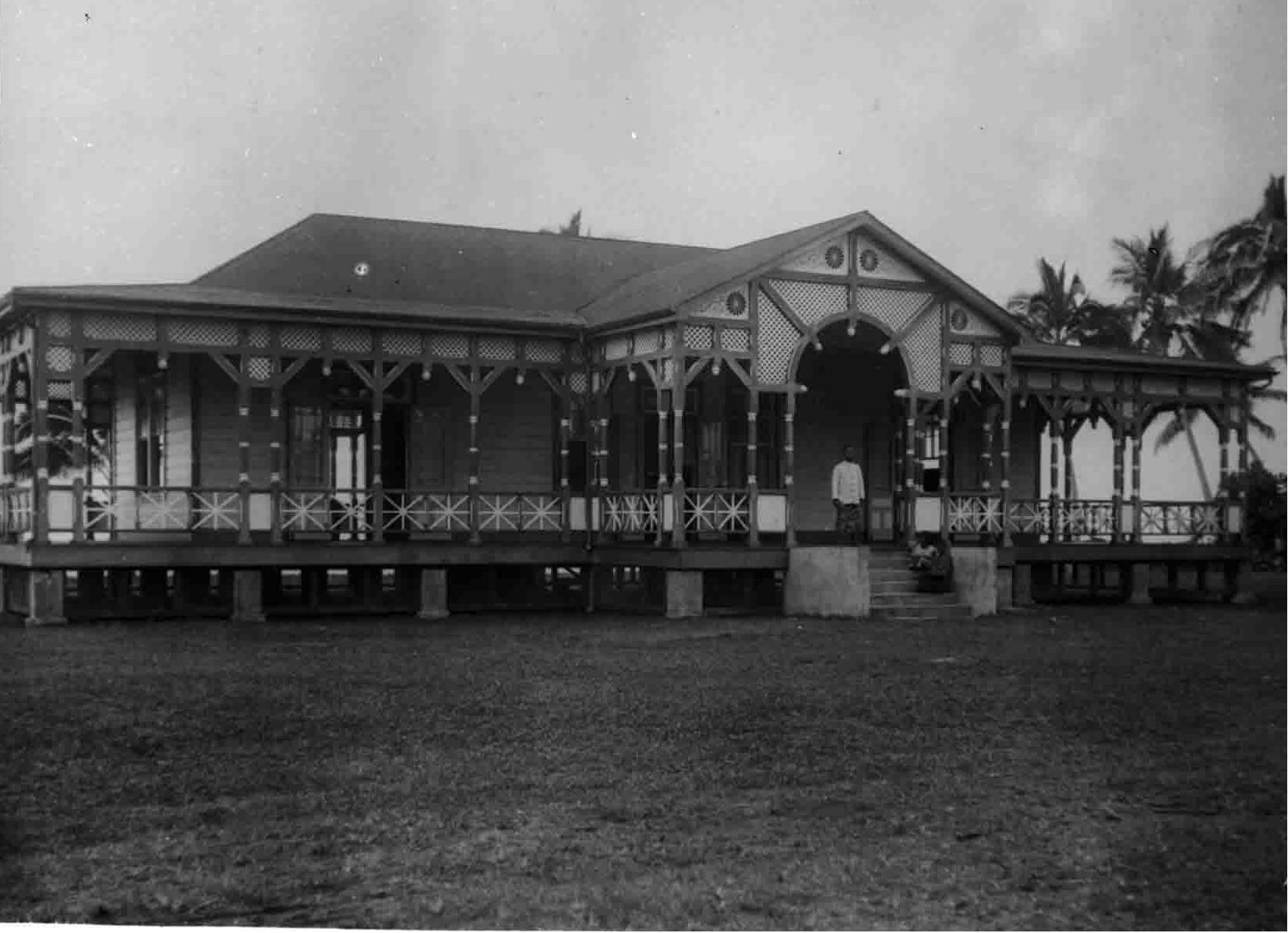
Sitz der Faipule

Als am 17. Februar 1900 der westliche Teil der Samoainseln zur Kolonie Deutsch-Samoa wurde, war die erste Amtshandlung des Gouverneurs Wilhelm Solf überraschend Mataafa, der die breite Mehrheit der Bevölkerung hinter sich hatte, zum Oberhäuptling und Ali'i Sili (hohen Herrn) zu ernennen, die Königsherrschaft abzuschaffen und Mataafa eine Honoratiorenversammlung (Faipule) zur Seite zu geben, die sich aus den lokalen Distriktvorstehern und den angesehenen samoanischen Adelsfamilien zusammensetzte. So beschränkte sich die deutsche Herrschaft auf die Zentralgewalt. Über Sachfragen wurde durch Gouvernement und Faipule gleichermaßen verhandelt.
Mataafa bekam von nun an als „Beamter“ 3000 Mark Gehalt jährlich. Er erhielt darüber hinaus einen von Kaiser Wilhelm II. (im samoanischen Machtgefüge wurde der Kaiser mit dem Titel „Tupu Sili“, etwa: Höchster Herr, bezeichnet) verliehenen deutschen Fliegenwedel als Zeichen seiner Macht und Würde. Durch diesen Kompromiss Solfs kehrte auf dem seit Jahrhunderten zerstrittenen Samoa der Frieden ein, der den Weg für den heutigen unabhängigen Staat bereitete.
1912 starb Mataafa, den mittlerweile eine Freundschaft mit Solf verband, als der Kolonialverwaltung loyaler, jedoch auf Eigenständigkeit Samoas bedachter Oberhäuptling. Er wurde auf kostbaren Matten aufgebahrt und viele Samoaner, aber auch die deutschen Siedler, erwiesen ihm die letzte Ehre. Mataafa wurde in einem steinernen Mausoleum auf der Halbinsel Mulinu'u bei Apia in unmittelbarer Nähe zur Faipule bestattet. Bis heute werden die Oberhäupter Samoas auf Mulinu'u beerdigt, doch das Grab Mataafas hebt sich von den anderen Gräbern deutlich ab und ist so etwas wie ein samoanisches Nationalmonument geworden.
Wilhelm Solfs Nachfolger, Erich Schultz-Ewerth, schaffte nach Mataafas Tod die Selbstverwaltung kurzerhand ab und ernannte lediglich zwei Häuptlinge zu Beratern des Gouverneurs.